# Castillo de Bolton
El castillo de Bolton es un castillo del siglo XIV ubicado en Wensleydale, Yorkshire, Inglaterra. El pueblo cercano de Castle Bolton toma su nombre del castillo. El castillo es un edificio catalogado de Grado I y un Monumento Antiguo Programado. El castillo fue dañado en la Guerra Civil Inglesa y "despreciado" después, pero gran parte sobrevivió. Nunca se ha vendido y todavía es propiedad de los descendientes de la familia Scrope.

## Historia
El castillo fue construido entre 1378 y 1399 por Richard, primer barón Scrope de Bolton, y es un ejemplo de castillo cuadrangular. La licencia para construirlo se concedió en julio de 1379 y se firmó un contrato con el albañil John Lewyn en septiembre de 1378. Se dice que la construcción costó 18.000 marcos.
En 1536 , John, octavo barón Scrope, apoyó la rebelión de la Peregrinación de Gracia contra las reformas religiosas del rey Enrique VIII y le dio a Adam Sedbar, abad de Jervaulx, santuario en el castillo. En consecuencia, John Scrope tuvo que huir a Skipton perseguido por los hombres del rey, pero el abad Sedbar fue capturado y ejecutado. En represalia, el rey ordenó que se incendiara el castillo de Bolton, causando grandes daños. En unos pocos años, se repararon algunos de los daños y Sir John recuperó su escaño en el Parlamento.

### Prisión de María de Escocia
María, reina de Escocia, estuvo prisionera en Bolton durante seis meses.

Después de su derrota en Escocia en la batalla de Langside en 1568, huyó a Inglaterra, lo que supuso una amenaza para la posición de la reina protestante Isabel I. María estuvo inicialmente retenida en el castillo de Carlisle bajo la vigilancia de Henry, noveno barón Scrope, pero Carlisle resultó inadecuado y en julio de 1568 Mary fue trasladada a Bolton. Su guardián principal en este lugar fue Sir Francis Knollys, quien describió el castillo y evaluó su seguridad;
Esta casa parece ser muy fuerte, muy hermosa y muy majestuosa según la antigua manera de construir, y es la casa amurallada más alta que he visto, y tiene una sola entrada a ella.
María recibió los apartamentos de Henry Scrope en la torre suroeste. De su séquito de 51 caballeros, sirvientes y damas de honor, solo 30 de sus hombres y seis damas de honor pudieron quedarse en el castillo, el resto se alojó cerca. Su hogar incluía cocineros, mozos de cuadra, peluquero, bordador, boticario, médico y cirujano. El castillo de Bolton inicialmente no era adecuado para albergar a una reina, por lo que se tomaron prestados tapices, alfombras y muebles de las casas locales y del cercano castillo de Barnard en el condado de Durham. La propia reina Isabel prestó algunas vasijas de peltre y una tetera de cobre.
Los guardianes de María le permitían pasear por los terrenos circundantes y, a menudo, ir de caza. Su principal ocupación mientras estuvo en el castillo fue que su amiga Mary Seton le arreglara el cabello. Francis Knollys (el mayor), a quien María apodó 'Schoolmaster', le enseñó inglés, ya que ella solo hablaba francés, latín y escocés. Incluso se reunió con "papistas" (católicos) locales, algo por lo que Knollys y Scrope fueron severamente reprendidos. En enero de 1569, María fue sacada del castillo de Bolton por última vez y llevada a Tutbury en Staffordshire, donde pasaría gran parte de los 18 años antes de su ejecución en 1587.

### Historia posterior

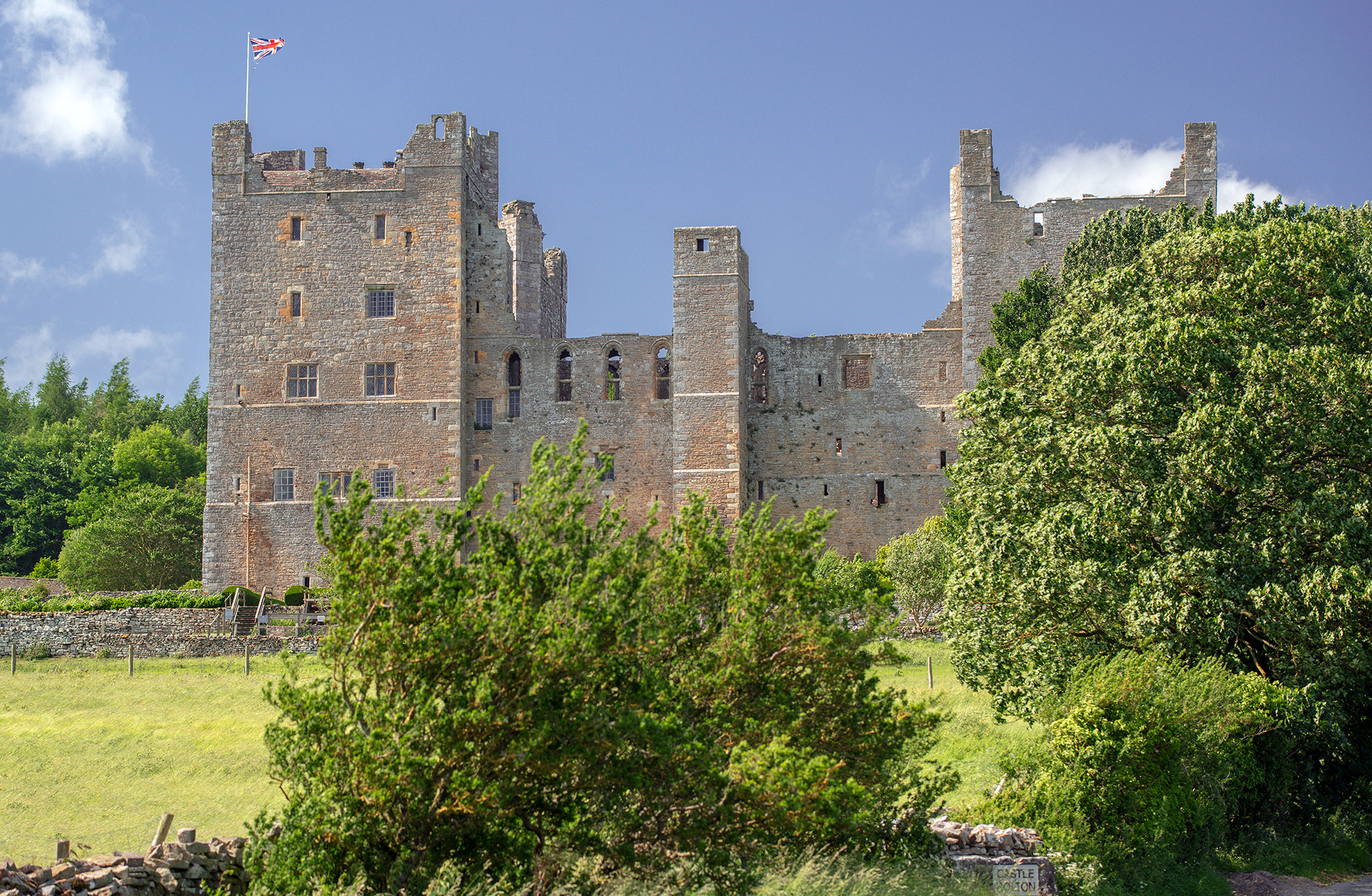
El castillo de Bolton en junio de 2018, parcialmente restaurado

Después de la muerte en 1630 de Emanuel Scrope, primer conde de Sunderland, sin hijos legítimos, el castillo de Bolton fue heredado por Mary, la mayor de sus tres hijas ilegítimas. Se casó con Charles Powlett, sexto marqués de Winchester y primer duque de Bolton.
El castillo es actualmente propiedad de su descendiente, Harry Algar Nigel Orde-Powlett, octavo barón de Bolton, quien lo heredó a la muerte de su padre. El castillo de Bolton está dirigido por su hijo y su nuera, Thomas y Katie Orde-Powlett.
También hay un jardín que incluye un laberinto, un herbario, un prado de flores silvestres, un rosedal y un viñedo en el sitio. Se ofrecen exhibiciones de cetrería a los visitantes durante algunos meses. El castillo es ahora una atracción turística y también se alquila ocasionalmente para eventos como bodas. Parte de la estructura está en ruinas pero otra sección ha sido restaurada; esta atracción obtuvo una calificación de 4,5 estrellas a mediados de 2018 por parte de los usuarios de TripAdvisor que habían visitado el castillo.
Varias producciones de cine y televisión han utilizado el castillo como ubicación, incluidas las películas Ivanhoe (1952), Elizabeth (1998) y las series de televisión Heartbeat y All Creatures Great and Small. Una película sobre William Shakespeare, "Bill", también fue filmada en Bolton usando el equipo detrás de la popular serie de televisión infantil Horrible Histories.